# Brad Jones
Brad Jones, född 19 mars 1982 i Armadale, är en australisk före detta fotbollsmålvakt.

## Klubblagskarriär
Jones inledde sin karriär i den australiska klubben Bayswater City i slutet på 1990-talet innan han skrev kontrakt med engelska Middlesbrough 1999. Innan han fick chansen i A-laget spelade han med reservlaget och ungdomslaget. År 2000 stod han i mål för Middlesbrough i FA Youth Cup där laget tog sig till semifinal. Han fick sitta på bänken med A-laget för första gången i en handfull matcher i januari och februari 2002. Han debuterade för Middlesbrough i en FA cup-match i januari 2004 men var i flera omgångar utlånad till bland annat Stockport County, Blackpool och Sheffield Wednesday. Säsongen 2005-2006 spelade han 15 matcher för Boro när lagets ordinarie målvakt, Mark Schwarzer, var skadad.

### Liverpool FC
I början av augusti 2010 lade Liverpool ett bud på Jones värt två miljoner pund som Middlesbrough tackade nej till. Den 16 augusti meddelade dock Liverpool på sin officiella hemsida att Middlesbrough accepterat ett bud på 2,3 miljoner pund. Övergången slutfördes den 18 augusti då Jones skrev på ett treårskontrakt med klubben.
Den 24 mars 2011 lånades Jones ut till Derby County för resten av säsongen.
Under Liverpools ligamatch mot Blackburn Rovers i april 2012 blev Jones inbytt efter att Alexander Doni blivit utvisad. Jones räddade den straff som Doni orsakat och var med i startelvan i följande match: FA-cupens semifinal mot Everton.

### Perth Glory
Den 5 augusti 2021 värvades Jones av australiska Perth Glory, där han skrev på ett tvåårskontrakt. Den 24 maj 2023 meddelade Jones att han avslutade sin fotbollskarriär.

## Landslagskarriär
Jones var reservmålvakt under OS 2004. I februari 2007 blev Jones uttagen till det australiska landslaget för första gången. Han spelade sin första landskamp i juni samma år. Han var uttagen i Australiens trupp till Asiatiska mästerskapen 2007 men spelade ingenting under turneringen. Jones blev även uttagen i Australiens 23-mannatrupp till VM 2010, men lämnade truppen ett par dagar innan turneringen började då hans son diagnostiserats med leukemi. Sonen avled senare på grund av sjukdomen.